# 帕瑟姆

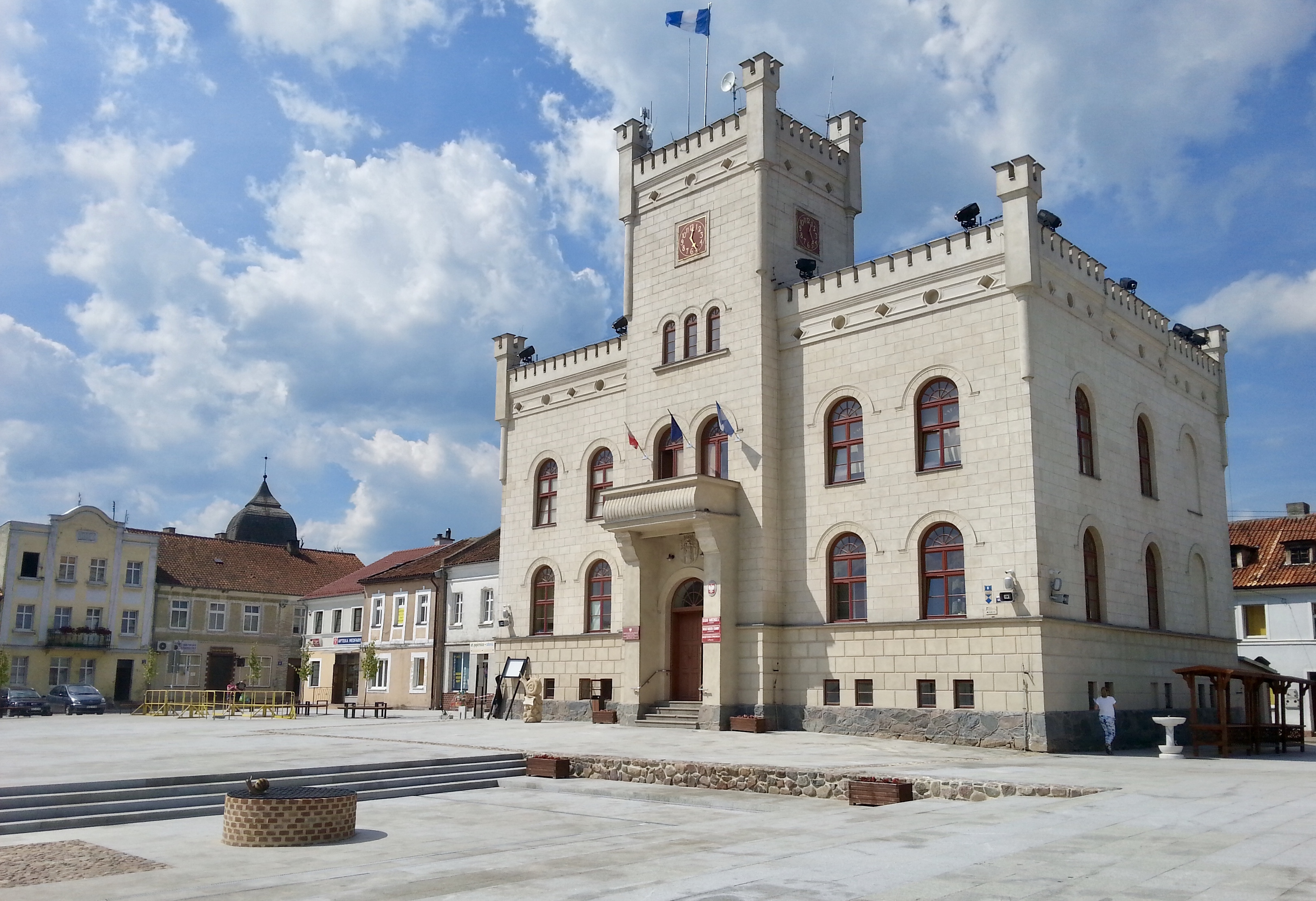

帕瑟姆是波蘭的城鎮，位於該國西北部，由瓦爾米亞-馬祖里省負責管轄，始建於1386年，面積15.18平方公里，2006年人口2,550。第二次世界大戰期間，該鎮三成建築物被破壞。
53°38′52″N 20°47′27″E / 53.64778°N 20.79083°E